# 德國國防軍陸軍第404替代和教導師
德國國防軍陸軍第404替代和教導師（德語：404. Ersatz- und Ausbildungs-Division）是納粹德國國防軍陸軍的一個步兵師。該師於1939年10月組建。
該師組建時，稱為第404特種師（德語：Division z. b. V. 404）。1942年9月，該師改編為404號師（德語：Division Nr. 404）。1945年4月，該師改編為第404替代和教導師。
該師改編前後，一直在東線駐紥訓練和作戰。
該師最後於1945年5月向苏联红军投降。

## 註腳
1. ↑  Mitcham（2007年）